# Підводні човни типу «Арго»
| Підводні човни типу «Арго»                                                   | Підводні човни типу «Арго» | Підводні човни типу «Арго» |
| ---------------------------------------------------------------------------- | --- | --- |
| Classe Argo                                                                  | | |
|                                                                              | | |
| Типова схема підводних човнів типу «Арго»                                    | | |
| Верф                                                                         | CRDA, Монфальконе | CRDA, Монфальконе |
| Під прапором                                                                 | Королівство Італія | Королівство Італія |
| Належність                                                                   | Королівські військово-морські сили Італії | Королівські військово-морські сили Італії |
| Порт приписки                                                                | Таранто Пула Бриндізі BETASOM | Таранто Пула Бриндізі BETASOM |
| Замовлення                                                                   | 2 | 2 |
| Закладений                                                                   | 2 | 2 |
| Спуск на воду                                                                | 2 | 2 |
| Введений до складу флоту                                                     | 2 | 2 |
| Виведений зі складу флоту                                                    | 1 | 1 |
| На службі                                                                    | 1937 — 1943 | 1937 — 1943 |
| Загибель                                                                     | 1 | 1 |
| Бойовий досвід                                                               | Друга світова війна Битва на Середземному морі Битва за Атлантику                                                                                 | Друга світова війна Битва на Середземному морі Битва за Атлантику                                                                                 |
| Проєкт                                                                       | | |
| Тип ПЧ                                                                       | прибережні підводні човни | прибережні підводні човни |
| Попередній проєкт                                                            | типу «Сеттембріні» | типу «Сеттембріні» |
| Наступний проєкт                                                             | типу «Аргонаута» | типу «Аргонаута» |
| Основні характеристики                                                       | | |
| Швидкість (надводна)                                                         | 16,8 вузлів (31,1 км/год) | 16,8 вузлів (31,1 км/год) |
| Швидкість (підводна)                                                         | 7,4 вузлів (13,7 км/год) | 7,4 вузлів (13,7 км/год) |
| Робоча глибина занурення                                                     | 90 м | 90 м |
| Гранична глибина занурення                                                   | 100 м | 100 м |
| Дальність плавання                                                           | 10 186 миль (18 846 км) на швидкості 8,5 вузлів у надводному положенні 100 миль (186 км) на швидкості 3 вузли (5,6 км/год) у підводному положенні | 10 186 миль (18 846 км) на швидкості 8,5 вузлів у надводному положенні 100 миль (186 км) на швидкості 3 вузли (5,6 км/год) у підводному положенні |
| Екіпаж                                                                       | 77 офіцерів та матросів | 77 офіцерів та матросів |
| Розміри                                                                      | | |
| Довжина найбільша (по КВЛ)                                                   | 84,3 м | 84,3 м |
| Ширина корпусу найб.                                                         | 7,7 м | 7,7 м |
| Середня осадка (по КВЛ)                                                      | 5,2 м | 5,2 м |
| Водотоннажність надводна                                                     | 1549 тонн | 1549 тонн |
| Водотоннажність підводна                                                     | 2061 тонна | 2061 тонна |
| Силова установка                                                             | | |
| Дизель-електрична: 2 × дизельних двигуни Fiat 2 × електродвигуни San Giorgio | | |
| Гвинти                                                                       | 2 | 2 |
| Потужність                                                                   | 2 200 к.с. (дизелі) 900 к.с. (електродвигуни) | 2 200 к.с. (дизелі) 900 к.с. (електродвигуни) |
| Озброєння                                                                    | | |
| Артилерія                                                                    | 1 × 100-мм гармата 100/47 | 1 × 100-мм гармата 100/47 |
| Торпедно- мінне озброєння                                                    | 6 × 533-мм торпедних апаратів 16 торпед | 6 × 533-мм торпедних апаратів 16 торпед |
| ППО                                                                          | 2 × 12,7-мм зенітних кулемети Breda Model 1931 | 2 × 12,7-мм зенітних кулемети Breda Model 1931 |

Підводні човни типу «Арго» (італ. Classe Argo) — клас військових кораблів з 2 прибережних підводних човнів, випущених італійською суднобудівельною компанією CRDA у 1931—1937 роках. Субмарини цього типу будувалися на замовлення португальського флоту. У той період, 1920—1930-ті роки, кілька іноземних флотів замовляли підводні човни на італійських верфях. Обидва човни вже перебували на завершальній стадії будівництва, коли через фінансові труднощі Португалії довелося відмовитися від їх будівництва, й човни придбали Королівські військово-морські сили Італії. «Арго» і «Вєлєлла» служили на Середземному морі на початку Другої світової війни, а в 1940 році їх передали на атлантичну базу підводних човнів BETASOM у Бордо. В 1941 році їх повернулися на Середземне море, де обидва були потоплені протягом декількох днів після перемир'я в Італії у вересні 1943 року.

## Підводні човни типу «Арго»
| № | Корабель  | Виготовлювач      | Номер вимпелу | На честь | Закладено      | Спущено           | У строю        | Статус |
| - | --------- | ----------------- | ------------- | -------- | -------------- | ----------------- | -------------- | --- |
| 1 | «Арго»    | CRDA, Монфальконе | AO            | Арго     | 15 жовтня 1931 | 24 листопада 1936 | 31 серпня 1937 | 11 вересня 1943 року затоплений, коли німці захопили корабельню у Монфальконе, згодом піднятий. 1 травня 1945 року затоплений вдруге |
| 2 | «Вєлєлла» | CRDA, Монфальконе | VL            | Вєлєлла  | 31 жовтня 1931 | 18 грудня 1936    | 31 серпня 1937 | 7 вересня 1943 року затоплений торпедною атакою британського ПЧ «Шекспір»                                                            |